# Пер Давидов јелен
Пер Давидов јелен или Давидов јелен (лат. Elaphurus davidianus) је сисар из реда папкара (Artiodactyla). 

## Распрострањење
Ареал врсте покрива средњи број држава. Врста се узгаја у контролисаним резерватима у Кини, Немачкој, Јапану, Уједињеном Краљевству, Француској и Оману.

## Станиште
Станишта врсте су поља риже, мочварна подручја, травна вегетација, језера и језерски екосистеми и слатководна подручја. 

## Угроженост
Ова врста је скоро изумрла, и нису познати слободни живи примерци.